# Malambo (Ngorongoro)
Malambo ist ein Verwaltungsbezirk (Ward) des Distrikts Ngorongoro in der tansanischen Region Arusha.

## Geografie
Malambo liegt im Norden von Tansania etwa 160 Kilometer Luftlinie nordwestlich von Arusha. Das Land liegt auf der Hochfläche der Crater Highlands in rund 1200 Meter Seehöhe aus der im Westen Berge von über 2000 Meter aufsteigen.
Der Bezirk grenzt im Norden an Sale, im Nordosten an Pinyinyi, im Osten an Engaresero, im Süden an Naiyobi und Alailelai, im Südwesten an Olbalbal und im Westen an Piyaya und Arash.
Das Gebiet ist 1073 Quadratkilometer groß und bei der Volkszählung 2022 lebten hier 12.076 Menschen in 2813 Haushalten.

## Gliederung
Malambo besteht aus zwei Gemeinden (Mtaa) mit sieben Orten (Kitongoji):
| Malambo - Sanjan - Olchorro - Manang | Madukani - Madukani - Ndinyika - Ng'abolo - Engututo |

## Wirtschaft und Infrastruktur
- Gesundheit: In Malambo liegt ein staatliches Gesundheitszentrum, das auch kleine chirurgische Eingriffe durchführt.[7]
- Bildung: Die Malambo Secondary School ist eine staatliche, weiterführende Mädchenschule mit einer Ausbildung bis zur 4. Stufe.[8]

## Sonstiges
Im Jahr 2024 beteiligte sich der Markt Thierhaupten bei der Erweiterung der 1963 von der römisch-katholischen Kirche erbauten Grundschule.